# 삼성동 (대전)
삼성동(三省洞)은 대전광역시 동구에 속한 행정동 및 법정동이다. 대전천, 대동천, 가양천이 합류하는 지점이며, 삼성로, 동서로 및 하상도로가 교차하며 경부선 철도가 관통하는 교통의 요지이다. 도시기반이 잘 갖추어진 주거밀집과 상업지역이 있고, 삼성1, 2, 3구역 도시환경정비사업 추진 및 역세권 개발 등 활발한 재개발로 재도약을 준비하고 있다.

## 연혁
삼성동에 사람이 살기 시작 한 것은 삼국시대로 거슬러 올라간다. 남쪽으로는 만인산에서 발원하여 흘러내리는 대전천과 식장산에서 발원하여 흐르는 대동천이 삼성동에서 합류되어 예로부터 수원이 풍부하고 토양이 비옥하여 농경문화가 발달하였으며 지금의 계룡공고 주변 (옛지명 솔랑산)에서 백제시대의 토기가 발견된 사실이 있어 백제시대부터 사람이 거주한 것으로 추정된다. 역사적으로 살펴보면 백제 때에는 우술군, 신라 때에는 비풍군, 고려 초에 회덕현에 속했다가 고려 현종 9년에 공주부에 속했으며, 조선초에 다시 회덕현으로 변경되었다. 1895년 조선 고종 32년에는 회덕군 외남면이 되었다. 일제시대 1914년 대전군 외남면에 편입되었고, 1931년 대전읍에 편입되어 영정3정목이 되었다. 1946년 일제식 동명 변경에 따라 삼성동으로 개칭되었다. 1970년 7월 1일 삼성1, 2동으로 분동되었다가, 2008년 9월 1일 소규모 행정동 통합에 따라 다시 삼성동으로 통합되었다.

## 주거
| 단지명                    | 시행사       | 건설사       | 주소                              | 입주              | 비고                      |
| ------------------------- | ------------ | ------------ | --------------------------------- | ----------------- | ------------------------- |
| 한밭자이                  | 한국토지신탁 | ㈜지에스건설 | 동구 대전로 935                   | 2006년 8월        |                           |
| 삼성타운 주공             | 대한주택공사 | 신창건설㈜   | 동구 우암로 133 동구 우암로 133-1 | 2007년 9월        | 삼성지구 주거환경개선사업 |
| e편한세상 대전 센텀비스타 | ㈜케이티앤지 | 디엘건설㈜   | 동구 대전로 861                   | 2026년 6월 (예정) |                           |

## 교육
- 대전현암초등학교
- 대전삼성초등학교
- 대전동서초등학교
- 한밭중학교
- 보문중학교
- 보문고등학교
- 계룡디지텍고등학교